# 温带灰藓
温带灰藓（学名：Hypnum subimponens）为灰藓科灰藓属下的一个种。

## 扩展阅读
- 維基物種上的相關：温带灰藓